# Fazenda Águas Claras
A Fazenda Águas Claras está situada em Águas Claras, na cidade de São José do Vale do Rio Preto. Foi construída durante o século XIX e pertenceu, dentre outros donos, ao Barão  de Águas Claras.

## História
A Fazenda Águas Claras fica na região do Rio Preto, onde os primeiros povoados foram formados, depois da queda da atividade de mineração, por famílias mineiras que atravessavam o Rio Paraíba do Sul em busca de terras para a agricultura.
No início do século XIX, D. João VI distribuiu sesmarias e incentivou o plantio de café. Na província do Rio de Janeiro, a cultura do café teve como efeito a construção de grandes fazendas e o surgimento dos barões do café. As lavouras de café utilizaram consideravelmente o trabalho da mão-de-obra escrava, que contribuiu para o desenvolvimento no Vale do Paraíba.
A Fazenda Águas Claras (não se sabe definitivamente quem foi o construtor de sua sede) foi construída em terras da sesmaria concedida a João de Souza Furtado. Situava-se entre as terras do capitão Manoel Rodrigues de Araújo e as de Manoel Fernandes Pertenço e media meia-légua de testada por meia-légua de fundos. Em 1823 as terras foram vendidas para o padre Luiz Gonçalves Dias Corrêas. Nessa época provavelmente já existia uma sede, pois, em um documento cartorial, o padre menciona os pertences da fazenda, enumerando algumas construções complementares.
Em 1843, a fazenda foi vendida para o comendador Guilherme Francisco Rodrigues Franco, passando a propriedade para Domingos de Souza Leite, seu genro. Domingos de Souza Leite anexou nova área de terras a sua nova fazenda através da compra aos herdeiros da Fazenda do Ribeirão.
Guilherme de Souza Leite herdou a fazenda após o falecimento dos seus pais. O imperador D. Pedro II deu a ele o título de barão de Águas Claras. Era formado em Engenharia e foi vereador junto à Câmara Municipal de Sapucaia. O barão era casado com sua prima, Josephina de Araújo Franco.
Nessa época existia certa amizade entre a realeza e a nobreza latifundiária dos barões do café, isso possibilitou a criação de uma linha ferroviária que acompanhava o rio Preto. Por ser mais confortável que a estrada de terra aberta em 1860, foi por essa malha ferroviária feita em 1884 que a família imperial viajou até São José do Rio Preto, em 1887, se hospedando na Fazenda Águas Claras. Depois disso, D. Pedro II mandou estender uma linha telefônica ligando o Palácio Imperial da Quinta da Boa Vista até a Fazenda de Águas Claras. Foi o primeiro telefone de interior em todo o país. Depois foi instalado também um outro telefone na Fazenda Águas Claras para fazer a comunicação com as Fazendas do Belém e Bela Esperança.
Mais tarde o filho dos barões de Águas Claras, Haroldo de Souza Leite, casado com Maria Theodora Rocha, passou a ser o dono da fazenda.
A fazenda foi vendida em 1966, não mais pertencendo à família Souza Leite. O casal Andrade de Carvalho adquiriu a fazenda em 1972, e realizou melhorias na sede, além de construir novas instalações modernas.

## Características
A casa-sede da fazenda é um edifício de dois pavimentos com cobertura em telhado colonial. Apresenta uma planta quase retangular, onde uma ala se projeta em um dos lados, quebrando a forma retangular. Essa ala não estava presente no volume original da casa, sendo construída posteriormente para servir como uma nova ala somente com aposentos. A casa possui ainda dois pátios internos. Conforme pintura à óleo de 1879, de autoria de Johann Georg Grimm, somente a casa-sede fazia parte do conjunto original de edificações.
A sede possui inspiração neoclássica, seus vãos têm vergas retas acrescidos de sobrevergas nas janelas. Grande parte das empenas ainda possui pau a pique grassando em suas paredes.
O pavimento inferior possui piso e espessas paredes de pedra aparente, esquadrias com fechamento em folhas duplas cegas, janelas com fechamento em sistema de guilhotina e uma segunda vedação em folhas de caixilharia de vidro. A estrutura do nível superior é o forro do pavimento inferior. Uma escada de pedra liga os dois pavimentos no interior da casa. 
O pavimento superior possui tabuado de madeira, paredes de alvenaria pintada, forro tipo saia-e-camisa com arremate periférico frisado.
Os dois pátios internos sofreram intervenções posteriores à construção em seus revestimentos. O pátio junto à chegada da escada ainda possui o piso em pedra, porém a varanda é revestida com ladrilho hidráulico. O outro pátio possui calçamento em pedra de padrão atual. As áreas de serviço e banheiros são as áreas que mais sofreram modernização. Foram aplicados azulejos e pisos cerâmicos, instalação de bancadas e equipamentos de apoio à cocção nessas áreas.
As modificações arquitetônicas na parte volumétrica da casa foram o acréscimo da ala de aposentos, a construção de uma varanda na lateral direita, onde havia duas sacadas e a construção de uma garagem (apenas uma cobertura) junto à ala de aposentos.
A aproximadamente 100 metros da sede há a capela da fazenda. É uma construção de planta quadrada de pequenas dimensões. Possui cobertura de telhas coloniais em duas águas, frontão triangular com a presença de óculo, cunhais de madeira salientes que apoiam sobre bases escalonadas, junto à cobertura há cimalhas de arremate de madeira e o posicionamento das envasaduras é simétrico. Esses elementos são bem característicos do estilo neoclássico. Diferentemente da sede, as esquadrias são com verga em arco pleno. O piso é revestido com ladrilhos hidráulicos introduzidos no século XIX. O revestimento interior possui pintura imitativa de pedra, porém, é todo executado em madeira. O retábulo possui um formato arqueado, reproduzindo as linhas da porta de entrada.
A construção onde funciona o atual engenho, apesar de apresentar cobertura em duas águas com telhas antigas e ter um estilo que apresenta harmonia com as outras edificações da fazenda, é uma construção recente. A edificação é simples e apresenta esquadrias típicas de áreas de serviço e gradeamento de madeira.
Próximo à lateral direita da casa existia uma antiga senzala, porém foi demolida, permaneceu apenas o embasamento de pedra.